# Axel Persson
Pour les articles homonymes, voir Persson.
Axel Persson (né le 23 janvier 1888 à Eskilstuna et mort le 2 septembre 1955 à Västerhaninge) est un coureur cycliste suédois, médaillé lors des Jeux olympiques de 1912 et 1920.
Lors des Jeux de 1912 à Stockholm, il a remporté la médaille d'or de la course sur route par équipe, prenant la neuvième place de la course individuelle et ses coéquipiers les septième, huitième et dixième places. Aux Jeux olympiques de 1920 à Anvers, il s'est classé douzième de la course individuelle et a obtenu la médaille d'argent du classement par équipes.

## Palmarès
- 1911
  -  Champion de Suède du contre-la-montre
- 1912
  -  Champion olympique de la course par équipes (avec Erik Friborg, Ragnar Malm et Algot Lönn)
  -  Champion de Suède du contre-la-montre
  - 9e de la course en ligne des Jeux olympiques
- 1913
  -  Champion de Suède du contre-la-montre
  -  Champion de Suède du 100km contre-la-montre
  -  Médaillé de bronze au championnat des Pays nordiques du contre-la-montre
- 1915
  -  Médaillé d'argent au championnat des Pays nordiques du contre-la-montre
- 1919
  -  Champion des Pays nordiques du contre-la-montre
  -  Champion de Suède du contre-la-montre
  -  Champion de Suède du 100km contre-la-montre
  -  Champion de Suède du 100km contre-la-montre par équipes
- 1920
  -  Médaillé d'argent de la course par équipes aux Jeux olympiques